# Плантейшен (Кентуккі)
Плантейшен (англ. Plantation) — місто (англ. city) в США, в окрузі Джефферсон штату Кентуккі. Населення — 826 осіб (2020).

## Географія
Плантейшен розташований за координатами 38°16′59″ пн. ш. 85°35′37″ зх. д. / 38.28306° пн. ш. 85.59361° зх. д. (38.283018, -85.593586).  За даними Бюро перепису населення США в 2010 році місто мало площу 0,52 км², з яких 0,52 км² — суходіл та 0,00 км² — водойми.

## Демографія
Згідно з переписом 2010 року, у місті мешкали 832 особи в 347 домогосподарствах у складі 223 родин. Густота населення становила 1590 осіб/км².  Було 366 помешкань (700/км²).
Расовий склад населення:
| - 75,8 % — білих - 13,0 % — чорних або афроамериканців - 1,2 % — азіатів - 0,6 % — корінних американців - 0,1 % — вихідців з тихоокеанських островів - 5,2 % — осіб інших рас |

До двох чи більше рас належало 4,1 %. Частка іспаномовних становила 8,9 % від усіх жителів.
За віковим діапазоном населення розподілялося таким чином: 24,6 % — особи молодші 18 років, 63,9 % — особи у віці 18—64 років, 11,5 % — особи у віці 65 років та старші. Медіана віку мешканця становила 36,3 року. На 100 осіб жіночої статі у місті припадало 87,8 чоловіків;  на 100 жінок у віці від 18 років та старших — 93,5 чоловіків також старших 18 років.
Середній дохід на одне домашнє господарство  становив 70 522 долари США (медіана — 61 932), а середній дохід на одну сім'ю — 79 720 доларів (медіана — 69 792). Медіана доходів становила 50 625 доларів для чоловіків та 41 875 доларів для жінок. За межею бідності перебувало 5,7 % осіб, у тому числі 5,1 % дітей у віці до 18 років та 6,2 % осіб у віці 65 років та старших.
Цивільне працевлаштоване населення становило 425 осіб. Основні галузі зайнятості: освіта, охорона здоров'я та соціальна допомога — 36,2 %, роздрібна торгівля — 13,2 %, науковці, спеціалісти, менеджери — 7,5 %, мистецтво, розваги та відпочинок — 7,3 %.